# رومانو فينتي
رومانو فينتي (بالإيطالية: Romano Fenati) مواليد 15 يناير 1996 في أسكولي بيتشينو، إيطاليا، هو متسابق دراجات نارية إيطالي.

## سباقات فاز بها
- جائزة إسبانيا الكبرى للدراجات النارية 2012

## روابط خارجية
- رومانو فينتي على موقع MotoGP.com (الإنجليزية)
- رومانو فينتي على موقع CONI honoured athlete website (الإيطالية)
- رومانو فينتي على موقع AS.com (الإسبانية)